# 반응점
반응점이란 계의 성분들이 반응을 하는 경우에 반응 전과 후의 물질들이 공존하는 상태 또는 그러한 점을 의미한다.